# Альваро Нуньес де Лара
Альваро Нуньес де Лара (исп. Álvaro Núñez de Lara; ок. 1261—1287) — кастильский дворянин, сын Хуана Нуньеса I де Лары, главы дома Лары, и его первой жены Терезы Альварес де Азагра.

## Происхождение семьи
Он был единственным сыном Хуана Нуньеса I де Лара (? — 1294), главы дома Лары, и его первой жены Терезы Альварес де Азагра, сеньоры де Альбаррасин. Его дедом и бабкой по отцовской линии были Нуньо Гонсалес де Лара «Эль Буэно» (? — 1275), глава дома Лары, и его жена Тереза Альфонсо де Леон. Его дедом и бабкой по материнской линии были Альваро Перес де Азагра, сеньор де Альбаррасин, и его жена Инес, незаконнорожденная дочь короля Теобальда I Наваррского. Его сводными братьями, рожденными от второй жены его отца, были Хуан Нуньес II де Лара (? — 1296), глава дома Лары, Нуньо Гонсалес де Лара, Тереза Нуньес де Лара и Хуана Нуньес де Лара.

## Биография
Точная дата его рождения неизвестна, Хотя, вероятно, это было около 1261 года. Крупнейший испанский генеалог Луис де Саласар-и-Кастро утверждал в своих трудах, приводя доказательства этого, что Альваро Нуньес де Лара был сыном не Хуана Нуньеса I, а его брата. Тем не менее, это утверждение было опровергнуто рядом современных историков, основанных на записях того времени.
В 1282 году Альваро Нуньес де Лара поддержал инфанта Санчо, который восстал против своего отца, короля Кастилии Альфонсо X. Инфант Санчо был недоволен тем, что отец назначил наследником престола своего внука Альфонсо де ла Серда. Альваро присоединился к инфанту Санчо, когда тот выступил из Кордовы, чтобы подавить восстание в городе Бадахос, который ранее поддерживал инфанта Санчо. Затем он снова сопровождал Санчо в обороне Кордовы, которую осаждали король Альфонсо и султан Марокко Абу Юсуф Якуб. Оба монарха были вынуждены снять осаду, и Альфонсо продолжил путь в Севилью.
В 1283 году Альваро Нуньес де Лара покинул инфанта Санчо и перешел на сторону его отца короля Альфонсо. К нему присоединились Нуньо Фернандес де Вальденебро, Хуан Фернандес «Кабеллос де Оро», внук короля Альфонсо IX Леонского, и другие знатные люди. Они прошли через Португалию, чтобы их не перехватили, и продолжили путь в Севилью, где король Альфонсо X держал двор.
По прибытии в Севилью король приказал ему и его людям присоединиться к экспедиции, возглавляемой инфантом Хуаном Кастильским «эль де Тарифа» и Фернаном Пересом Понсе де Леоном, главным аделантадо Андалусии, целью которой было захватить Мериду, находившуюся тогда в руках сторонников инфанта Санчо. Вместе с Альваро Нуньесом де Ларой в этой экспедиции участвовали Хуан Фернандес «Кабеллос де Оро», Нуньон Фернандес де Вальденебро, Педро Паэс де Астурия и Фернан Фернандес де Лимия. Военная экспедиция увенчалась успехом, и войска Альфонсо быстро заняли Мериду.
В апреле 1284 году король Кастилии Альфонсо X скончался в Севилье, и его сменил на троне его старший сын, инфант Санчо, ставший Санчо IV. После смерти короля Альфонсо X Альваро Нуньес де Лара вошел в состав кастильско-леонской знати, который препятствовал инфанту Хуану «эль-де-Тарифа», младшему брату нового короля, захватить контроль над «Севильей». Позднее он был свидетелем вступления Санчо IV в Кордову и Севилью и присутствовал при утверждении королем Санчо привилегий города Севильи.
В 1285 году марокканский султан Абу Юсуф Якуб осадил город Херес-де-ла-Фронтера. Альваро Нуньес де Лара сопровождал короля Санчо в успешной экспедиции по снятию осады. Затем Альваро Нуньес де Лера был частью дворянской группы, которая советовала королю Санчо продолжать военные действия против мусульман. Против войны с мусульманами выступали инфант Хуан «эль-де-Тарифа» и Лопе Диас III де Аро, сеньор Бискайи, которые угрожал отказаться от короля, если он продолжил борьбу с маврами и предлагали монарху ограничиться снятием осады с города Херес-де-ла-Фронтера.
В 1285 году Альваро Нуньес де Лара подтвердил различные привилегии, предоставленные королем Санчо. 6 декабря родился инфант Фердинанд, сын короля Санчо и королевы Марии де Молины, наследник престола Кастилии и Леона. На следующий год Альваро присоединился к королю в паломничестве в Сантьяго-де-Компостела.
В 1286 году из-за своей враждебности к Лопе Диасу III де Аро, фавориту короля, Альваро Нуньес де Лара покинул Кастилию и направился в Португалию. Оттуда, опираясь на свою дружбу с инфантом Афонсу Португальским, он начал атаковать приграничные кастильские земли, используя в качестве баз пограничные крепости, контролируемые инфантом Афонсу, который в то время был в ссоре со своим братом, королем Динишем. Диниш, находившийся в хороших отношениях с королем Кастилии Санчо, приказал советам приграничных городов напасть на его брата и Альваро Нуньеса де Лара, которые потеряли много своих людей в нескольких стычках с португальскими войсками. Вскоре после этого замок Арроншиш, находившийся в руках инфанта Афонсу, был осажден войсками королей Португалии и Кастилии. Тем не менее, 13 декабря 1286 года, после нескольких месяцев осады, король Диниш подписал мирный договор со своим братом Афонсу, по которому последний был вынужден передать замок Арронш королю в обмен на замок Армамар.
Благодаря растущему влиянию в Кастилии Лопе Диаса III де Аро, Альваро Нуньес де Лара был вынужден вернуться и, используя свою собственную власть и влияние, пресечь злоупотребления и бесчинства, совершенные им.
Альваро Нуньес де Лара скончался в начале 1287 года, вскоре после своего возвращения в Кастилию, не женившись и не оставив детей.